# Rossijskaja gazeta

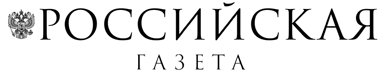
Logo Rossijské gazety

Rossijskaja gazeta (rusky Российская газета – „ruské noviny“) je ruský deník a úřední list ruské vlády. Vychází od roku 1990. Jeho redakce sídlí v Moskvě a má pobočky v mnoha ruských městech (Brjansk, Iževsk, Jaroslavl, Jekatěrinburg, Kazaň, Krasnodar, Kursk, Magadan, Nižnij Novgorod, Orenburg, Penza, Perm, Salechard, Samara, Stavropol, Tambov, Tula, Tver, Uljanovsk, Vladivostok, Volgograd a Voroněž).

## Sankce
V polovině května 2024 se zástupci členských zemi Evropské unie shodli na uvalení sankcí proti čtyřem mediálním subjektům, které šíří ruskou propagandu. Kromě listu Rossijskaja gazeta jde o platformu Voice of Europe, agenturu RIA Novosti a list Izvestija.